# 칼턴 대학교
칼턴 대학교(Carleton University)는 캐나다 온타리오주 오타와에 있는 공립대학교이다. 원래 1942년에 임차한 부지에서 설립하였지만 칼턴 대학교는 제2차 세계 대전에 싸웠고 본국으로 돌아왔던 참전용사들의 수요로 성장하였다. 그 이후로 칼턴 대학교는 온타리오 주의 첫 비종교적인 사립 대학교가 되었다. 1960년대부터 고등교육의 높은 참가율이 사회적인 기여와 경제성장의 수단으로 삼았던 정부의 교육정책이 대학교를 크게 팽창하게다하 이로써 오늘날 칼턴 대학교는 학위 65개 이상이 있는 공립 대학교로 발전하였다. 칼턴 대학교는 공학, 인문학, 그리고 국제비즈니스와 같은 여러 가지 분야의 학문을 두루 발전한 대학교로 유명하다. 특히 공공학부(영어: Faculty of Public Affairs)로 유명하다.
칼턴 대학교의 이름은 오늘날 오타와로 편입된 옛 칼턴 군에서 따왔다. 이어서 칼턴 군은 캐나다 연방 이전에 활약했던 가이 칼튼 총독의 성씨에서 따왔다. 캘턴 대학교는 현재 학부생 약 22,000명과 대학원생 약 3,000명이 공부한다. 칼턴 대학교는 더 글랩와 컨페더레이션 하이츠에 가까운 올드 오타와 사우스의 서쪽에 위치하며 북쪽에 리도 운하와 다우즈 레이크를 바라보며 남쪽에 리도 강을 바라본다. 칼턴 대학교는 캐나다 인터유니버시트 스포츠에서 칼턴 레이븐즈로 대표한다.

## 역사

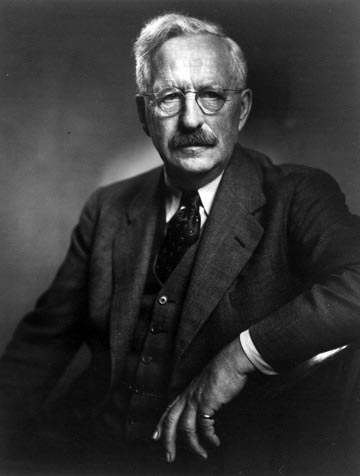
헨리 마셜 토리, 칼턴 대학교의 1대 총장.

나는 건물이 아닌 사람이 교육기관을 형성한다고 아주 일찍 깨달았다. 그리고 우리가 그것에 헌신을 한다면 우리는 무엇을 할 보람이 생길 수 있다. (I learned very early the life lesson that it is people, not buildings, that make up an institution. And if we put our hearts to it we can do something worthwhile.)
- 헨리 마셜 토리

## 저명한 졸업생
- 댄 애크로이드 (자퇴)
- 케빈 스튜어트 맥클라우드

## 참고 자료
1. ↑  칼턴 대학교는 The Carleton University Act, 1952, S.O. 1952이라는 법안으로 설립되었다.
2. ↑  공공학부는 국제관계학, 저널리즘, 정치학, 그리고 행정학 부서 등으로 이루어졌다.